# 4-quinolona

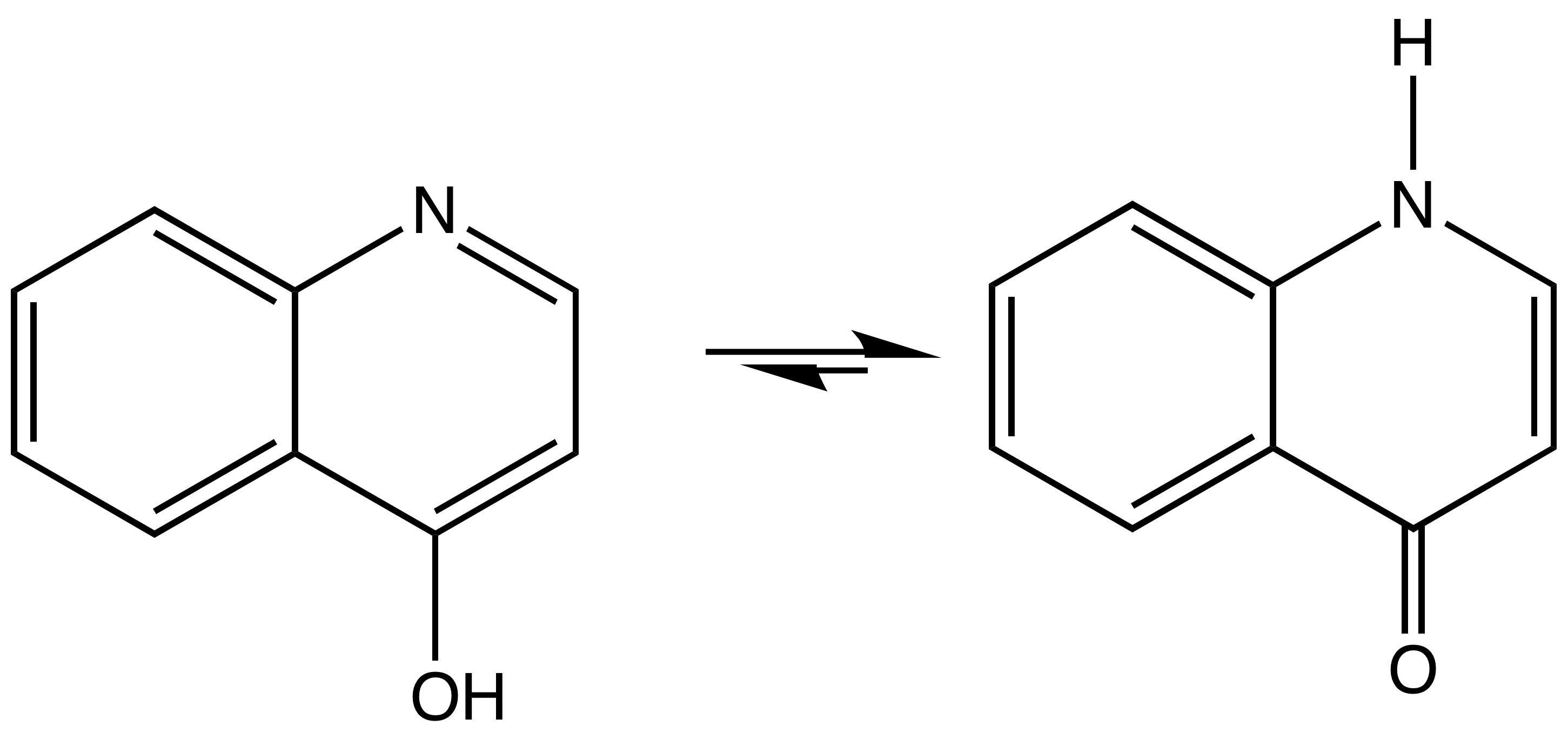
Equilibrio tautomérico que relaciona 4-quinolona (derecha) con 4-hidroxiquinolina (izquierda).

4-quinolona es un compuesto orgánico derivado de la quinolina. Él y 2-quinolona son las dos quinolonas principales (es decir, simplificadas) más importantes. La 4-quinolona existe en equilibrio con un tautómero menor, la 4-hidroxiquinolina (CAS # 611-36-9). Además del interés pedagógico, la 4-quinolona tiene poco valor intrínseco pero sus derivados, los antibióticos de 4-quinolona representan una gran clase de medicamentos importantes. Su fórmula química es C9H7NO.

## Síntesis
La síntesis química de quinolonas a menudo implica reacciones de cierre de anillo. Tales reacciones a menudo instalan un grupo hidroxilo (un grupo funcional -OH) en el carbono frente al nitrógeno del anillo (es decir, las posiciones C-4). Un ejemplo de tal síntesis es la ciclación de Camps, que, dependiendo de los materiales de partida y las condiciones de reacción, puede dar tanto 2-hidroxiquinolinas (B) como 4-hidroxiquinolinas (A) como se muestra. Las hidroxiquinolinas tautomerizan a las quinolonas.